# Surbo
Surbo – miejscowość i gmina we Włoszech, w regionie Apulia, w prowincji Lecce.
Według danych na rok 2004 gminę zamieszkiwało 12 728 osób, gęstość zaludnienia wynosi 636,4 os./km².